# Locomotiva FS 155
Le locomotive FS gruppo 155 erano locomotive a vapore con tender, a vapore saturo e a semplice espansione, a 2 cilindri esterni che le Ferrovie dello Stato incorporarono successivamente al rilevamento del parco macchine della ex Rete Adriatica (RA) e di alcune linee della Società Veneta (SV). Le locomotive SV furono temporaneamente immatricolate come gruppo 158.

## Storia
Le locomotive vennero commissionate alla Kessler di Esslingen e il primo gruppo di 10 unità venne consegnato all'esercizio nel 1865. Un successivo gruppo di 6 unità venne acquisito dalla stessa fabbrica nel 1876 e l'anno dopo ne vennero consegnate ancora 2 unità. Nel 1877, sulla base dello stesso progetto, le officine di Pietrarsa ne consegnarono 12 unità. Tutte queste vennero immatricolate nel gruppo RA 601-630. Un gruppo di 9 macchine similari costruite con alcune varianti in funzione delle esigenze della committente vennero consegnate dalla stessa Kessler, tra 1876 e 1877 alla Società Veneta per l'esercizio sulle proprie linee; tali locomotive, tutte di costruzione MF Esslingen, vennero incorporate nel parco FS il 1º luglio del 1906, in un primo momento nel gruppo FS 158 e solo successivamente divennero FS 155.
Buona parte delle locomotive venne incorporata nel parco macchine FS in seguito al riscatto della rete Adriatica dopo il 1905 e immatricolata nell'eterogeneo gruppo 155 FS. Le locomotive, in numero di 24 unità, erano ancora presenti e in esercizio nel 1915. Le ultime macchine furono accantonate entro il 1918.

## Caratteristiche
Le locomotive avevano la configurazione classica dell'epoca in cui vennero costruite e rappresentavano un tipo di realizzazione piuttosto comune: il rodiggio era costituito da 2 assi accoppiati mediante biella e da un asse portante anteriore di diametro minore. Il diametro degli assi motori era di 1696 mm per le macchine che prestarono servizio nella Rete Adriatica, mentre era leggermente minore, 1630 mm, per le macchine della Veneta; per contro queste ultime avevano un bordino di spessore maggiore, 65 mm, contro i 60 mm delle altre e ciò in funzione dell'armamento su cui dovevano correre. Il diametro delle ruote anteriori era, rispettivamente, di 1080 e 1090 mm con un bordino uguale per tutte di 65 mm.
Ogni locomotiva trainava un tender a 2 assi in grado di trasportare 4 tonnellate di carbone e 7000 litri di acqua con piccole differenze di aspetto e capacità tra la prima serie e le altre. Anche le dimensioni avevano delle differenze: la lunghezza totale (tender compreso) delle prime dieci unità era di 14.040 mm e di 13.950 per le successive (13.935 per le ex-venete).L'altezza era di 4.135/4.136 per le ex-RA e di 4.200 per le unità SV in virtù del loro fumaiolo a capitello.
La trasmissione del moto dal motore a 2 cilindri esterni avveniva mediante biella motrice esterna. La distribuzione del vapore avveniva per mezzo di cassetti piani con sistema Allan per le prime dieci unità e con sistema Stephenson per tutte le altre. Il posto di guida era, secondo i canoni dell'epoca, costituito da uno spazio estremo in piattaforma coperto da una semplice tettoia in corrispondenza, mentre per le locomotive della Veneta venne adottata una copertura parziale più completa con paratie laterali.
Le locomotive provenienti dalla ex RA avevano una caldaia, della lunghezza di 6.280 mm, che poteva contenere un volume medio di 3,1 m³ d'acqua (considerati a 10 cm sul cielo del forno) a 171 tubi bollitori del diametro di 50 mm che fornivano una superficie globale di riscaldamento, assieme al cielo del forno, di 105,57 m². La caldaia a regime era tarata a circa 9 bar ed era in grado di fornire un volume di vapore di 1,7 m³. Il forno, delle dimensioni di 1260 x 1085 mm, aveva una graticola della superficie utile di 1,28 m²; la produzione normale di vapore asciutto orario era di 4.320 kg. Le macchine ex Società Veneta differivano nel tipo di caldaia usato, a 178 tubi e quindi con superficie riscaldante maggiore (113 m²) e con una lunghezza complessiva maggiore, 6.395 mm che consentiva un carico d'acqua di 3.45 m³, data la lunghezza maggiore del fascio tubiero; la taratura della caldaia a regime era tuttavia più bassa, a 8 bar; la produzione oraria di vapore asciutto era anch'essa maggiore, 4.440 kg. Nel corso degli anni la locomotiva SV 8 (poi FS 1588) ricevette una caldaia uguale a quella tipica di tutto il gruppo tarata quindi a 9 bar.
Il meccanismo motore delle macchine era a due cilindri esterni, con distribuzione del vapore a cassetto piano secondo il sistema Allan per le prime dieci unità sostituito da quello Stephenson per tutte le successive. La trasmissione del moto era a biella motrice esterna con azionamento sul primo asse motore della locomotiva e trasmissione con biella di accoppiamento sul secondo asse. Il diametro mediamente elevato degli assi motori, pari a 1.696 mm a ruote nuove, ne faceva una macchina atta a servizi viaggiatori di medio livello con punte massime di 65 km/h.
Lo sforzo di trazione massimo alla periferia delle ruote motrici, alla massima pressione di lavoro, era di 4490 kg (4180 kg per le macchine ex SV, data la minore pressione di esercizio), mentre quello massimo applicabile all'avviamento in corrispondenza di un coefficiente di aderenza 1:7 era di 3040 kg nel caso del primo gruppo di macchine RA e del gruppo SV e di 3200 kg per tutte le altre. Quest'ultima differenza traeva le sue motivazioni nella minor massa aderente, di 21.300 kg nel primo caso e di 22.400 nel secondo. La potenza normale sviluppata a 45 km/h era comunque uguale per tutte, 280 kW.
La locomotiva era priva di freni automatici ad aria o a vuoto e si affidava a quelli a mano del tender. Le ultime serie vennero dotate di freno a controvapore.